# أزيلية
خطأ لوا في وحدة:Navbar على السطر 58: عنوان غير صحيح العصر الحجري القديم.

الأزيلية (Azilian) هي حضارة كهفية ظهرت في العصر الحجري الوسيط منذ 8000 سنة ق.م. والأزيليون شعب له حضارته التي ترجع سماتها لقرية مادازيل قرب تولوز بشمال أسبانيا وجنوبي غرب فرنسا. وكانوا جامعي طعام. واستخدموا المكاشط الصغيرة لسلخ الحيوانات. وكان لديهم آلات من العظام وقرون الوعول ومن بينها حراب الصيد وكانت تصنع من العظام وأشكالها تميز الحضارة الأزيلية. وعثر على جماجم وضعت باتجاه الغرب وكانوا يذبحون الحيوانات من رقبتها. وكانوا يدهنون الجماجم بالغراء الأحمر. وهذه الحضارة الكهفية تضم كهوفا في فرنسا ووسط أوروبا وبلجيكا وبريطانيا.

## معرض الصور

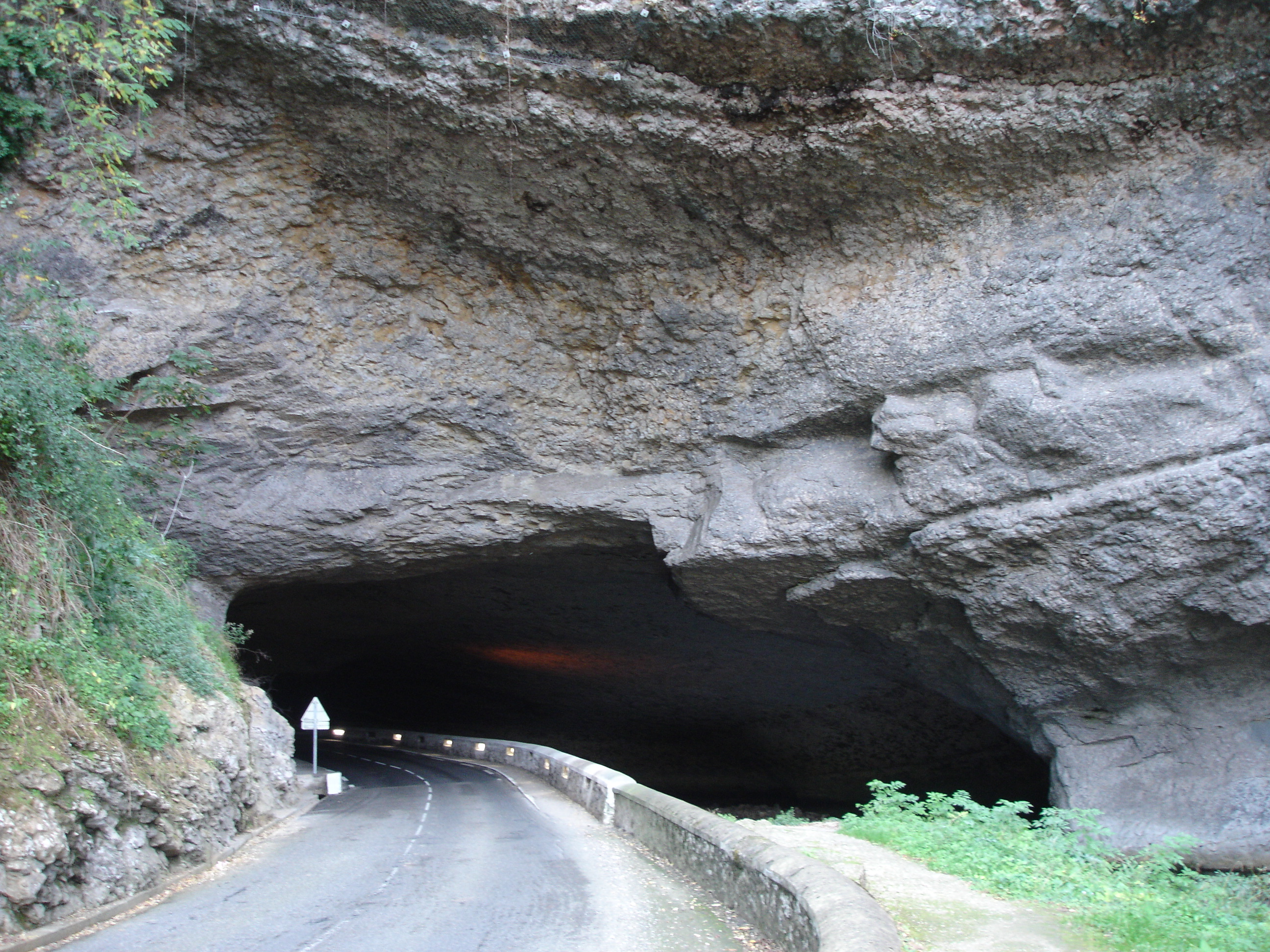
قبو ماس دزيل - فرنسا
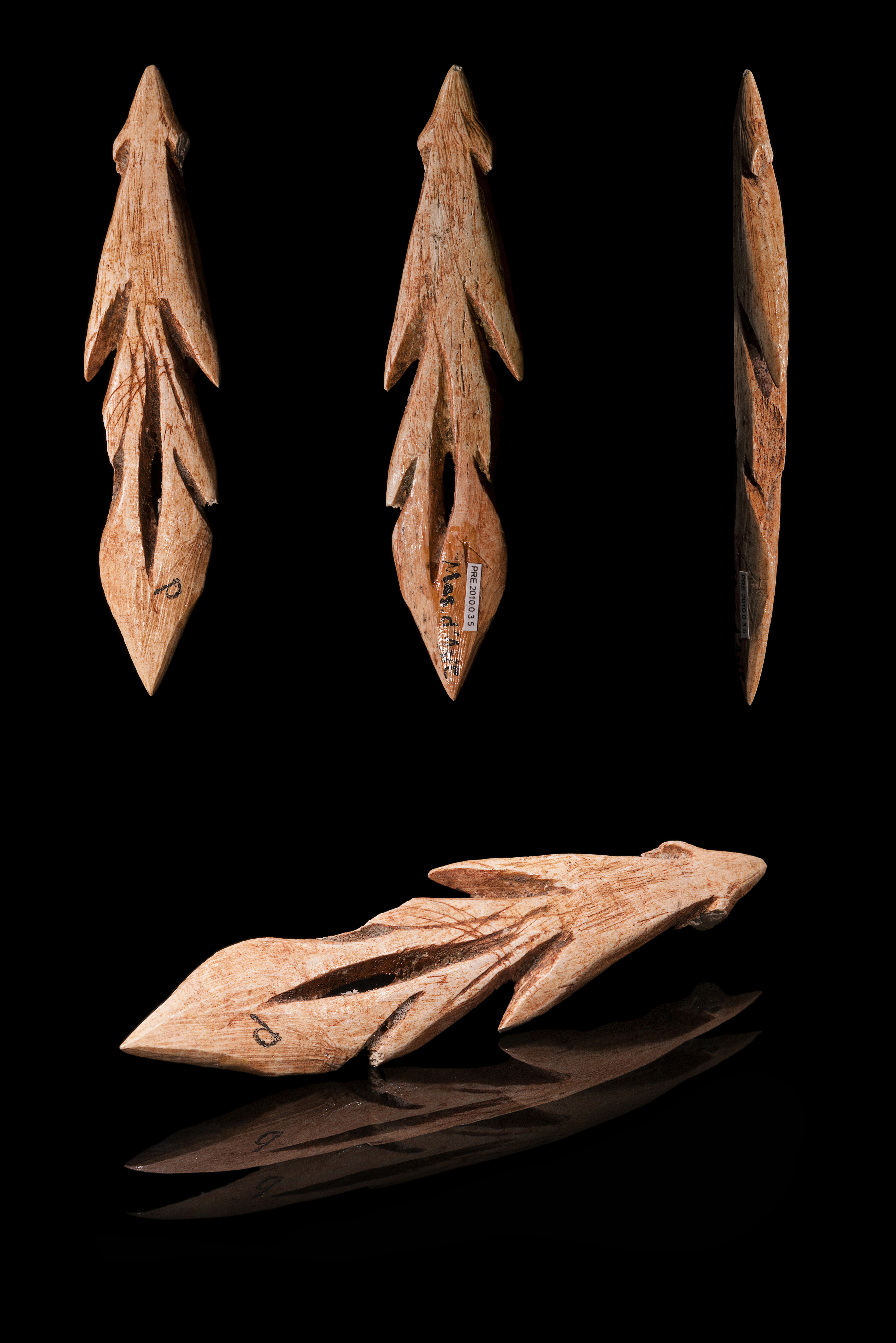
هاربون - ماس ديزيل - متحف تولوز - فرنسا
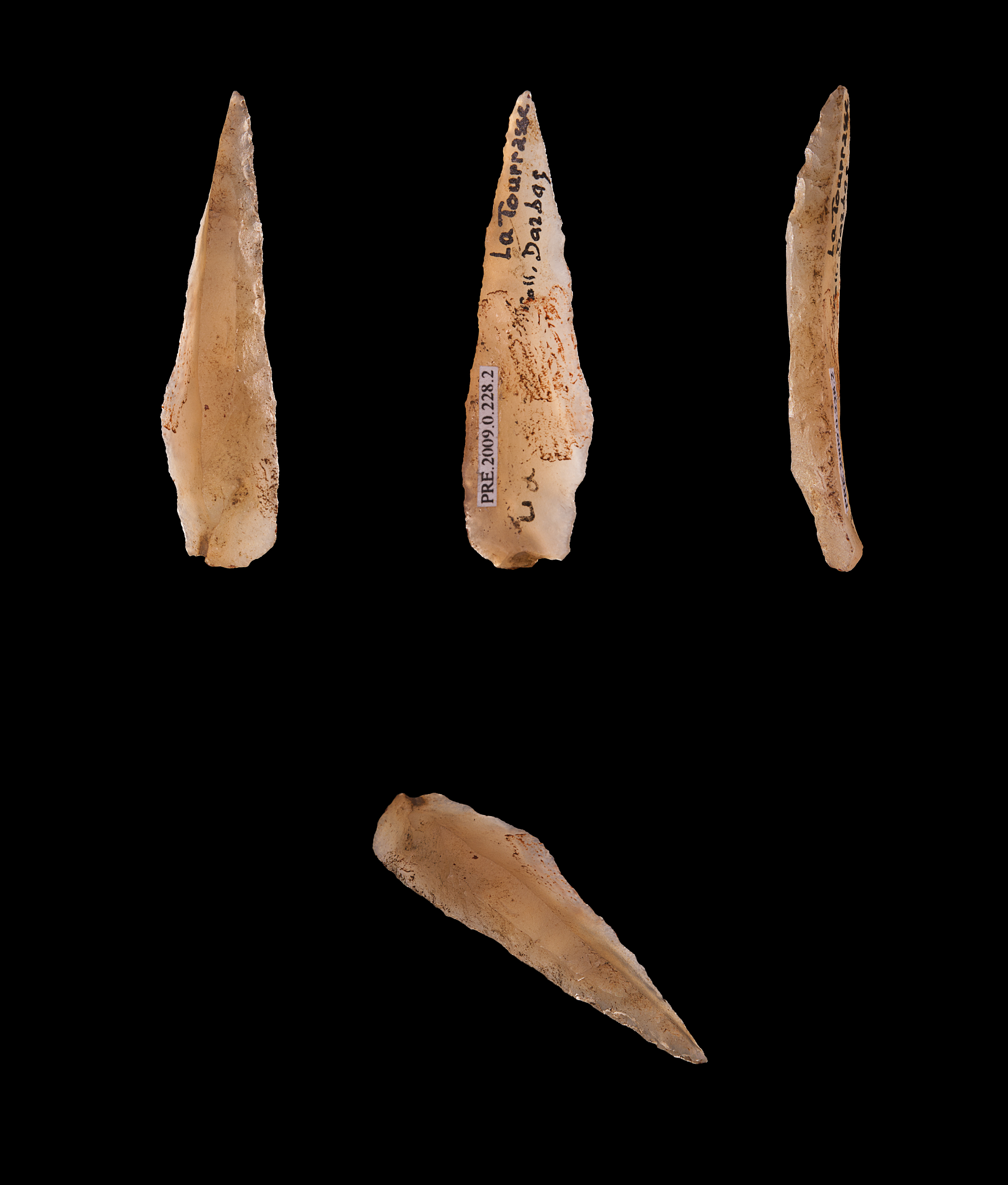
أسلة أزيلية - كهف طوراس - متحف تولوز - فرنسا
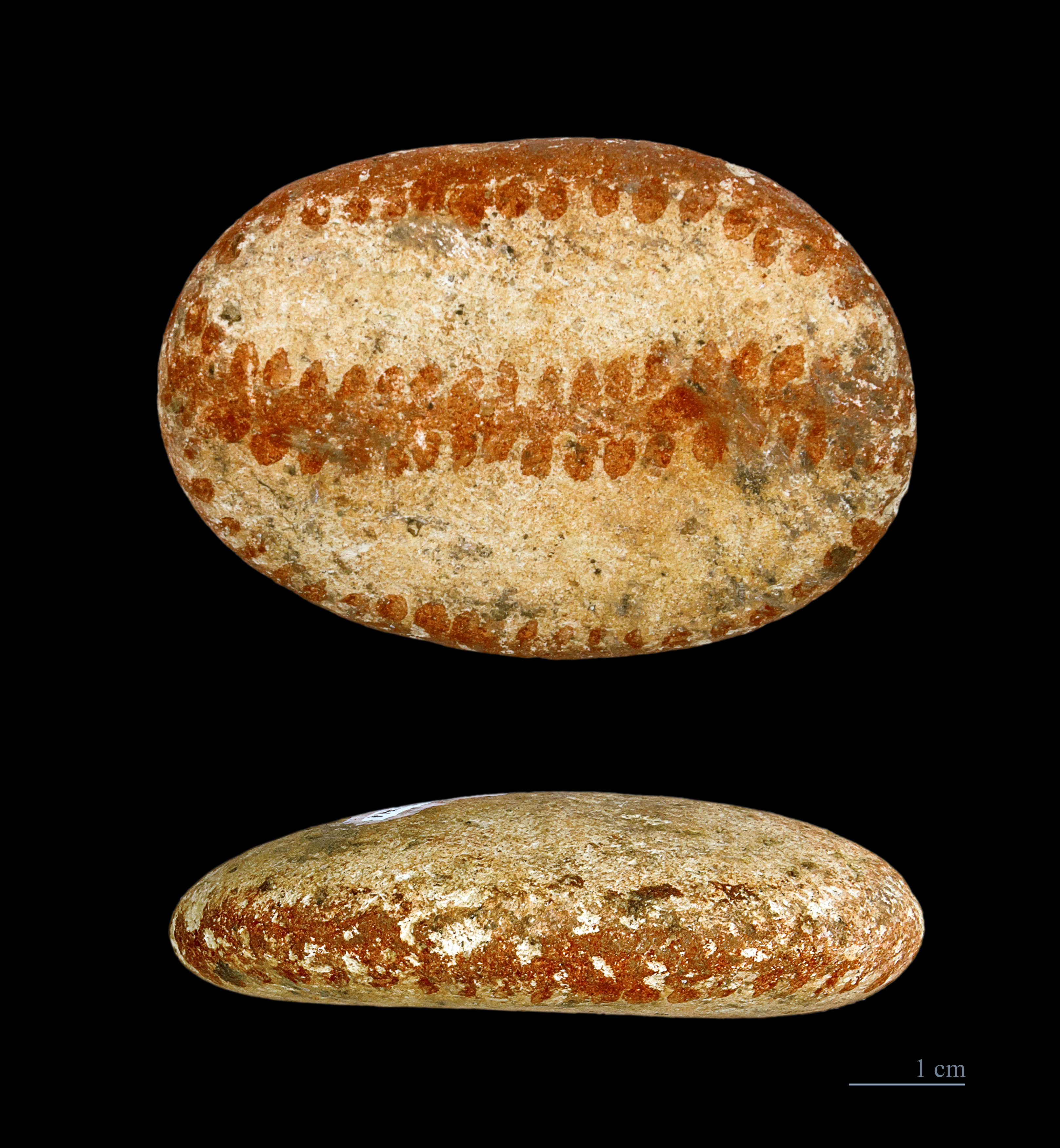
حصى ملونة - متحف تولوز - فرنسا